# Rishirifuji
Rishirifuji (利尻富士町?) è una cittadina giapponese della prefettura di Hokkaidō.